# João Ferreira Neto
João Ferreira Neto, conhecido como Dr. João (Fortaleza, 28 de julho de 1950), é um médico e político brasileiro filiado ao Partido Liberal (PL). Foi deputado federal e prefeito de São João de Meriti por dois mandatos.
Foi secretário da Saúde em dois municípios fluminenses: em Belford Roxo em 1978, e na cidade de São João de Meriti, por duas vezes, entre 1988-2000 e 2005-2007. Foi perito legista da Secretaria de Estado de Segurança Pública em 2002.
Nas eleições de 2008, foi eleito vereador de São João de Meriti, com a maior votação daquele pleito. Nas eleições de 2012 foi candidato ao executivo meritiense, mas acabou derrotado pelo prefeito Sandro Matos, que buscava a reeleição.
Em 2014 foi eleito deputado federal, com 65.624 votos. Em 2016, disputou novamente a chefia da Prefeitura de São João de Meriti, acabou eleito em primeiro turno com 114.985 votos, derrotando os candidatos Marcelo Simão (PMDB) e Iranildo Campos (PSD). Foi reeleito em 2020 concorrendo pelo DEM, quando venceu o deputado estadual Léo Vieira (PSC) no segundo turno.
Em São João de Meriti, há servidores, sobretudo aposentados, reclamando de atraso no pagamento, o qual estaria atrasado há 10 meses. Um protesto foi realizado na cidade, mas o problema ainda não foi resolvido.
Em dezembro de 2024, Dr. João foi alvo de busca e apreensão com outros alvos como o secretário de Transportes do Rio de Janeiro, Washington Reis, o então prefeito de Caxias, Wilson Reis, Netinho Reis, prefeito eleito de Caxias, a vereadora Fernanda da Costa, filha do traficante Fernandinho Beira-Mar, entre outros. O grupo é suspeito de compra de votos e lavagem de dinheiro nas eleições de municípios da Baixada Fluminense. De acordo com a Polícia Federal, o grupo movimentou cifras milionárias para financiar, ilicitamente, campanhas de candidatos a cargos políticos.